# Varadero
Varadero é uma estância balneária de Cuba pertencente ao município de Cárdenas, província de Matanzas. Em 2022, foi considerada a segunda melhor praia do mundo pelo TripAdvisor.